# Trung Quốc trỗi dậy hòa bình
Trung Quốc trỗi dậy hòa bình (Trung văn giản thể: 中国和平崛起; Trung văn phồn thể:: 中國和平崛起; pinyin: Zhōngguó hépíng juéqǐ, Hán Việt: Trung Quốc Hòa bình Quật khởi) là một chính sách chính thức ở Trung Quốc dưới thời cựu chủ tịch Hồ Cẩm Đào, đảm bảo với cộng đồng quốc tế rằng sức mạnh chính trị, kinh tế và quân sự ngày càng tăng của Trung Quốc sẽ không gây ra mối đe dọa đối với hòa bình và an ninh quốc tế.
Chính sách này mô tả Trung Quốc như một nhà lãnh đạo thế giới có trách nhiệm, tránh đối đầu quốc tế không cần thiết, nhấn mạnh quyền lực mềm và cam kết Trung Quốc sẽ giải quyết các vấn đề nội bộ của mình và cải thiện phúc lợi dân sinh Trung Quốc trước khi can thiệp vào các vấn đề thế giới. Hơn nữa, chính sách này tìm cách bác bỏ "lý thuyết về mối đe dọa Trung Quốc" và tái lập quan điểm coi Trung Quốc là một cường quốc thế giới không đe dọa, và xem xuyên suốt lịch sử các đế quốc Trung Quốc trước đó, ngày nay Trung Quốc được coi là ít hung hăng hơn.
Giữa các chính khách cũng như giữa giới học thuật Trung Quốc đã có bất đồng về thuật ngữ này - đặc biệt là lo ngại rằng việc dùng từ 'trỗi dậy' có thể thúc đẩy nhận thức Trung Quốc là một mối đe dọa đối với hiện trạng. Vì vậy, kể từ năm 2004, thuật ngữ "trỗi dậy hòa bình của Trung Quốc" đã được giới lãnh đạo Trung Quốc sử dụng.
Dưới thời Tổng bí thư Đảng Cộng sản Trung Quốc Tập Cận Bình, Trung Quốc ngày càng áp dụng cách tiếp cận tích cực hơn và mang tính dân tộc đối với chính sách đối nội và đối ngoại, với phong cách ngoại giao thường được gọi là ngoại giao chiến lang.

### Sách
- Guo, Sujian (2007). China Journal. The University of Chicago Press. JSTOR 20066356.
- Shaohua Hu, "Revisiting Chinese Pacifism," Asian Affairs, Vol. 32, No. 4 (Winter, 2006)